# Sharp MZ-800
Os microcomputadores japoneses Sharp MZ-800 sucederam à  linha Sharp MZ-700, com a qual eram parcialmente compatíveis (bem como  com o antigo Sharp MZ80K). Apresentava três modelos: MZ-811, MZ-821 e  MZ-831. No Japão, o MZ-800 foi vendido como MZ-1500, tendo como  diferenciais um gabinete preto, um acionador Quick-Disk  embutido e um gerenciamento de vídeo ligeiramente modificado. Como outras  máquinas da série MZ, não possuía linguagem de programação residente,  apenas uma ROM de boot.

## História
A série foi lançada no Japão em outubro de 1984, e começou a ser vendida  no Reino Unido em janeiro de 1985 por cerca de £249  (modelo 811). Uma resenha publicada na PCW Magazine em fevereiro de 1985  elogiou a série como a "resposta aos críticos da Sharp. Não somente é  compatível a nível de dados com o IBM-PC, mas também apresenta  PCP/M". O micro competia  na faixa de preço das novas máquinas MSX da Sony, Sanyo e  Toshiba, todas entre £280 e £300.

## Características
| UCP           | Zilog Z80A em 3,54 MHz |
| RAM           | 64 KiB |
| VRAM          | 16 KiB—32 KiB (máxima) |
| ROM           | 16 KiB |
| Teclado       | mecânico, 70 teclas, com cinco teclas programáveis e teclas de cursor |
| Display       | saída para TV ou monitor de vídeo RGB; texto (40×25 e 80×25 linhas) e gráfico (320×200 pixels, com 4 cores ou 16 com VRAM máxima, e 640×200 pixels monocromático ou 4 cores, com VRAM máxima). |
| Som           | alto-falante interno, três canais, oito oitavas e ruído branco |
| Portas        | porta de expansão genérica, dois conectores de joystick, porta paralela (Centronics), interface de gravador cassete externo                                                                    |
| Armazenamento | gravador cassete embutido ou externo a 1200 bps; "Quick-Disk" (64 KiB); até quatro drives de 5" 1/4 ou 3" 1/2 opcionais (280/320 KiB cada).                                                    |

A propalada compatibilidade com o IBM-PC (a nível de dados, apenas) dizia  respeito somente a disquetes formatados com o SO CP/M-86, não com o popular MS-DOS. Todavia, no geral, a série MZ-800  é considerada muito superior à sua antecessora, exigindo poucas alterações  para funcionar com o máximo de desempenho (uma das aquisições consideradas  úteis, além de um acionador de disquete, era uma expansão de 16  KiB de VRAM). Adicionalmente, os MZ-800 possuíam uma ROM de 4  KiB que lhes permitiam emular integralmente os MZ-700.

### PCP/M
O SO PCP/M era uma versão especial do CP/M 2.2,  para o qual foram portados alguns softwares populares, como Wordstar,  dBase II e Multiplan. A implementação era bastante semelhante ao CP/M padrão,  exceto pelo uso de uma interface de texto com duas janelas, carregada pelo  VCCP.COM. Na janela da esquerda, era exibido o diretório do  disquete recém-carregado e à direita, uma lista dos comandos residentes  do PCP/M.
A Sharp ainda acrescentou três comandos em disco,  extremamente úteis: DISKEDIT.COM (editor de disco),  DISKDEF.COM (formatos aceitos para disquetes carregados no drive  B:) e SETUP.COM (customização de variáveis do  sistema).

### Quick-Disk (MZ-1E19)
O acionador de disco "Quick-Disk" (MZ-1E19) podia ser utilizado no lugar do gravador embutido. Utilizava disquetes proprietários de 2,8", acesso sequencial, e podia armazenar até 64 KiB em cada um. Por sua falta de compatibilidade com outros padrões e dificuldade de obtenção de mídias fora do Japão, nunca se tornou popular.

## Modelos

### MZ-811
Modelo básico, sem gravador ou plotter embutidos.

### MZ-821
Modelo com gravador embutido (1200 bps).

### MZ-831
Modelo com gravador e plotter de quatro cores (MZ-1P16) embutidos.